# ガブロヴォ
ガブロヴォ（Gabrovo (ブルガリア語: Габрово [ˈɡabrovo])）は、ブルガリア北西部の町、およびそれを中心とした基礎自治体。ガブロヴォ州に属し、その州都である。バルカン山脈中部のふもとの、ヤントラ川（Янтра / Yantra）の渓谷にあり、ガブロヴォ・ユーモアとして知られるユーモアと風刺の街として知られる。また、ブルガリア民族復興期の建築でも知られている。ガブロヴォはまたブルガリアで最も「長い」街であり、ヤントラ川に沿って長さ25キロメートルにわたって続いており、他方でその幅は最も狭いところで1キロメートルに過ぎない。ガブロヴォの近くにはブルガリアのスキー・リゾート地ウザナ（Узана / Uzana）がある。

## 歴史
ガブロヴォを取り巻く地域は、新石器時代から人が居住しており、12世紀にヴェリコ・タルノヴォが第二次ブルガリア帝国の首都となると、その経済的重要性を増した。首都と、バルカン半島各地を結ぶ交易路に近かったガブロヴォは、職人と交易の街として繁栄した。
よく知られた伝説によると、ガブロヴォはラチョ（Рачо / Racho）という鍛冶屋によって始まった街とされる。ラチョの暖炉のそばに1本のシデの木（ブルガリア語でガブル габър / gabar、en）があったことが、この街の名前の由来となっている。
オスマン帝国がバルカン半島に侵入した14世紀、ガブロヴォの人口構成は大きく変化した。オスマン帝国に征服された首都や周辺の要塞から脱出したブルガリア人たちにとってガブロヴォは魅力的な場所となり、多くの人口が流入した。ガブロヴォは村から町となり、経済的・文化的な中心地となった。
オスマン帝国支配下において、豊かな交易商人らによって多くの富が町の設計に使われた。最初のブルガリアの学校、アプリロフ国立高等学校（Национална Априловска гимназия / Natsionalna Aprioviska gimnaziya、en）は、1835年にヴァシル・アプリロフ（Васил Евстатиев Априлов / Vasil Aprilov）とニコライ・パラウゾフ（Николай Христофорович Палаузов / Nikolay Palauzov）からの寄進によって建てられた。ガブロヴォは1860年に公式に町となった。
1878年のブルガリア解放の前後、ガブロヴォはその経済的な伝統により、産業の中心地として発達した。いくつもの株式会社が設立され、工場が建ち、証券取引所との強い結びつきが生まれた。ブルガリアのマンチェスターとして宣伝されることもあった。

## 文化
ガブロヴォは国際的なユーモアと風刺の中心地として知られている。「ユーモアと風刺の館」（Дом на хумора и сатирата / Dom na humora i satirata、en、公式サイト）は、文化施設、博物館、ギャラリーとして運営されており、風刺画なども展示されている。また、アレコ・シネマをはじめ、多くの劇場、博物館、邸宅博物館などが街やその周辺に散在している。そのなかでも特筆すべきものとしてエタラ（屋外博物館「エタル建築民俗館」、Архитектурно-етнографски комплекс „Етър“、en、通称エタラ Етъра / Etaraとして知られる）や、アプリロフ高校教育博物館などがある。

## 観光

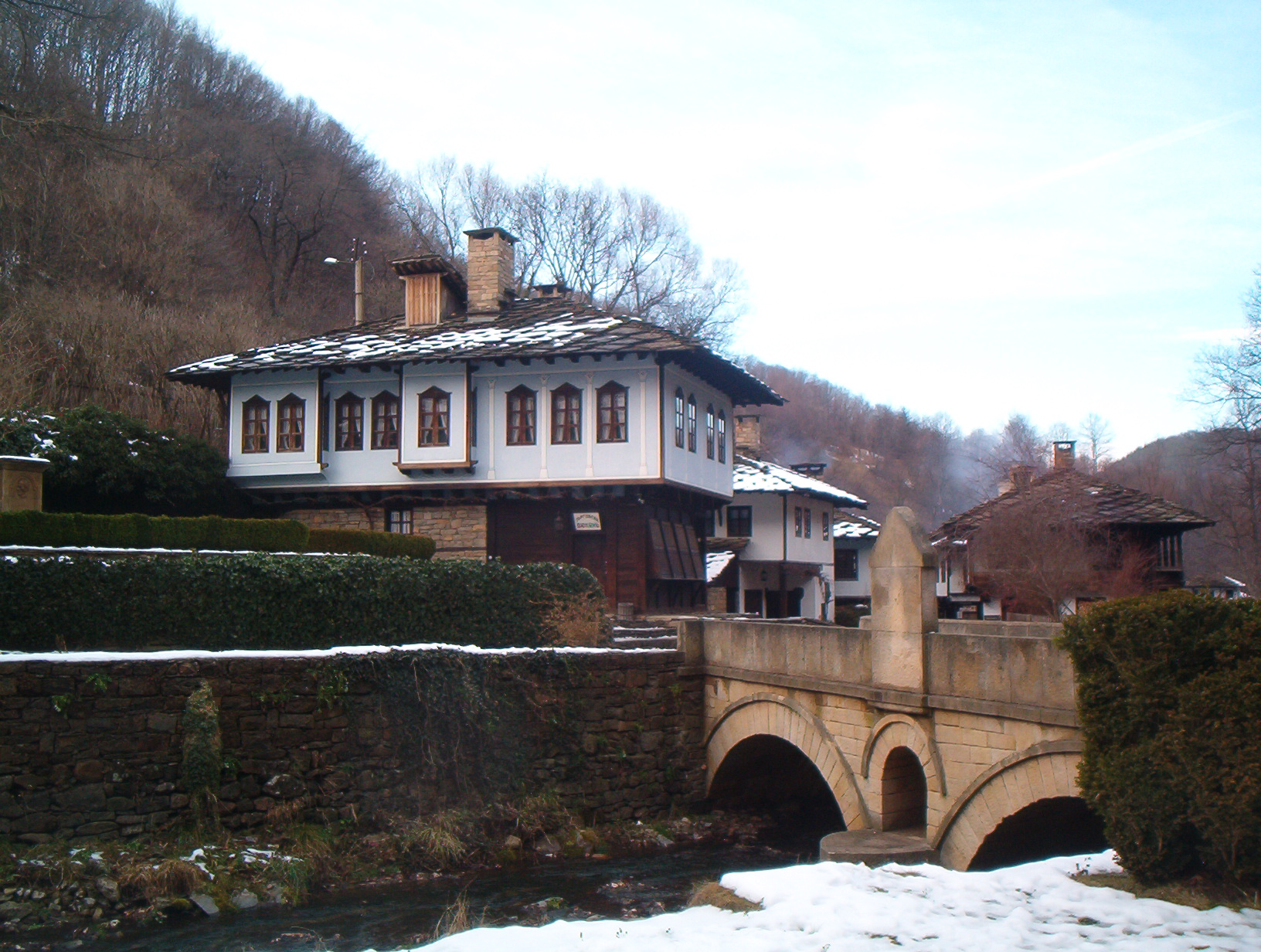
屋外博物館エタラ

ガブロヴォで主な観光場所としては、「ユーモアと風刺の館」、アプリロフ高校、ドリャノヴォ修道院（Дряновски манастир / Dryanovski manastir / en）、ソコル修道院（Соколски манастир / Sokolski manastir、en）、そして22キロメートルはなれたスキー・リゾート地ウザナなどがある。中部バルカン山脈国立公園でのハイキングも可能である。シプカ峠へも訪れられた。

## スポーツ
街で最も人気の高いスポーツ・クラブはFKヤントラ（ФК Янтра / FK Yantra）であり、1919年に創立された。街ではハンドボールも長い伝統を持っている。22キロメートル離れた中部バルカン山脈には、冬季リゾート地のウザナがある。

## その他
1976年4月1日にソビエト連邦の天文学者が発見した小惑星 (2206) ガブロヴァは、ガブロヴォの街に因んで命名されている。この小惑星がエイプリル・フールに発見されたことから、ユーモアで知られたこの街の名をとったのである。

## 町村
ガブロヴォ基礎自治体（Община Габрово）には、その中心であるガブロヴォをはじめ、以下の町村（集落）が存在している。
| - Ангелов - Армените - Баевци - Баланите - Балиновци - Банковци - Бекриите - Беломъжите - Бобевци - Богданчовци - Боженците - Бойновци - Бойчета - Болтата - Борики - Борското - Брънеците - Бялково - Велковци - Ветрово - Влайчовци - Врабците - Враниловци - Вълков дол - Габрово - Гайкини - Гайтаните - Гарван - Геновци - Генчовци - Гергини - Гледаци - Горнова могила | - Гръблевци - Гъбене - Дебел дял - Джумриите - Дивеци - Донино - Драгановци - Драганчетата - Драгиевци - Драгомани - Думници - Езерото - Живко - Жълтеш - Здравковец - Зелено дърво - Златевци - Иванили - Иванковци - Иглика - Източник - Камешица - Карали - Киевци - Кметовци - Кметчета - Кози рог - Колишовци - Копчелиите - Костадините - Костенковци - Лесичарка - Лоза | - Малини - Малуша - Междени - Мечковица - Милковци - Михайловци - Мичковци - Мрахори - Музга - Николчовци - Новаковци - Овощарци - Орловци - Парчовци - Пейовци - Пенковци - Петровци - Пецовци - Попари - Поповци - Поток - Прахали - Продановци - Пъртевци - Райновци - Раховци - Рачевци - Редешковци - Руйчовци - Рязковци - Свинарски дол - Седянковци - Сейковци | - Семерджиите - Смиловци - Солари - Спанци - Спасовци - Старилковци - Стефаново - Стоевци - Стойковци - Стойчовци - Стоманеците - Съботковци - Тодоровци - Тодорчета - Торбалъжите - Трапесковци - Трънито - Узуните - Фърговци - Харачерите - Цвятковци - Чавеи - Чарково - Червена локва - Черневци - Читаковци - Чукилите - Шарани - Шипчените - Яворец - Янковци - Ясените |

## 姉妹都市
- トゥーン、スイス
- ムィティシ、ロシア

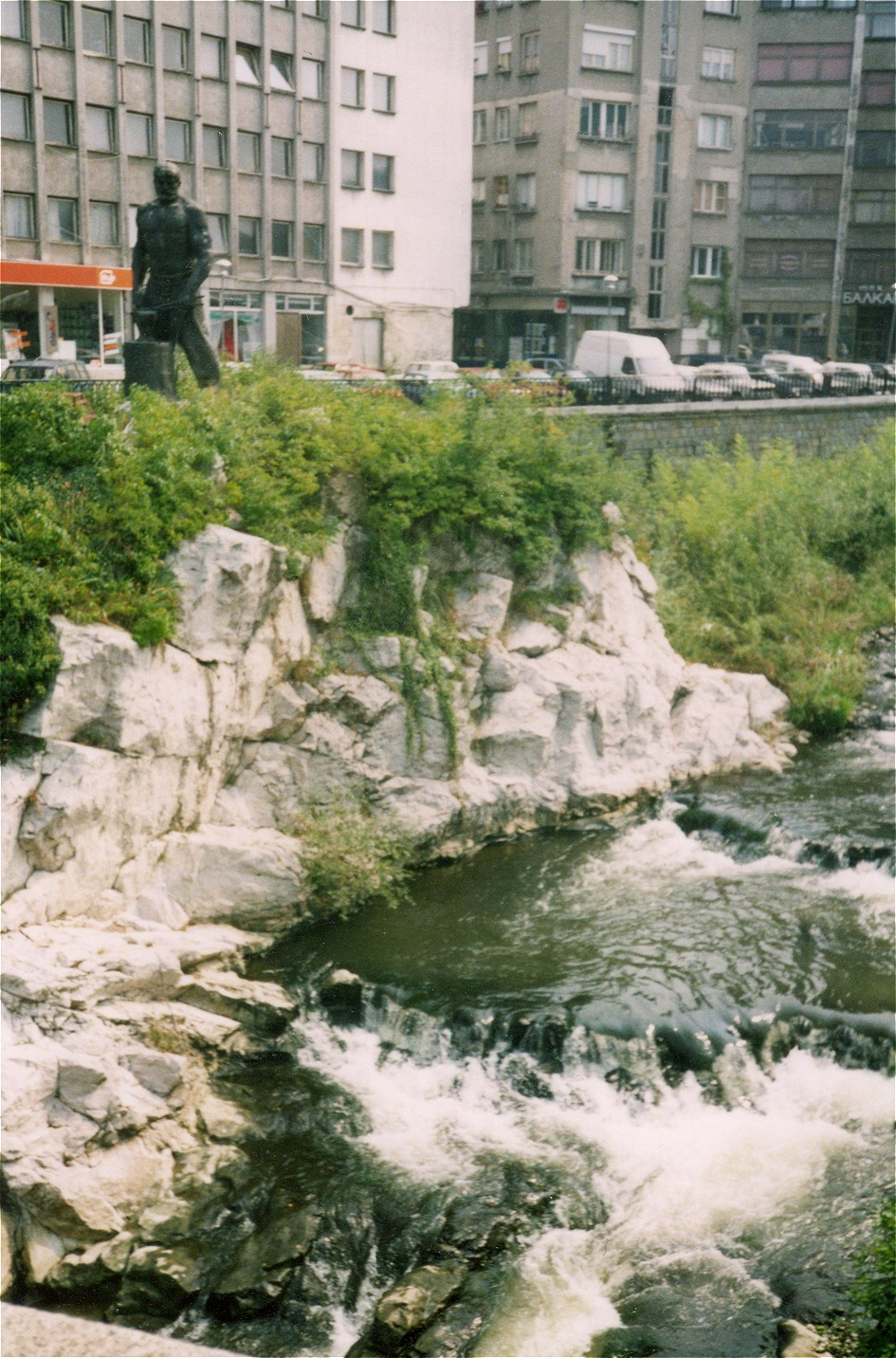
街の創始者・ラチョの像。像を建てる土地がもったいないので、川の中州に建っている

- マヒリョウ、ベラルーシ
- シャキ、アゼルバイジャン
- アールスト、ベルギー
- ミットヴァイダ、ドイツ
- パネヴェジース、リトアニア
- シサク、クロアチア
- ノヴィ・ソンチ、ポーランド
- プレショフ、 スロバキア